# Christian Gottlieb Riedel

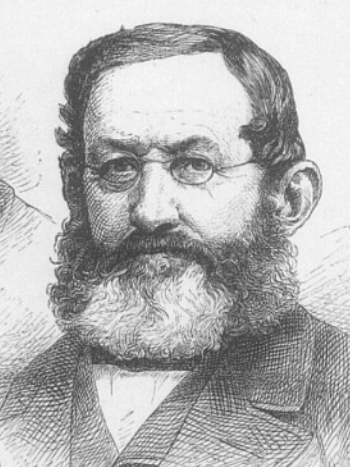
Christian Gottlieb Riedel (1873)

Christian Gottlieb Riedel (* 31. Januar 1804 in Luptin bei Zittau; † 30. September 1882 in Zittau) war ein deutscher Bauer und liberaler Politiker. Er war Mitglied des Reichstags und des Sächsischen Landtags.

## Leben und Wirken
Der Sohn eines Gutsbesitzers besuchte von 1809 bis 1816 die Volksschule in Oberullersdorf. In der Folge widmete er sich der Landwirtschaft. Zunächst bewirtschaftete er das Gut seiner Eltern, ab 1825 jedoch das seiner Schwiegereltern, das er dann auch übernahm. Von 1834 bis 1877 war er Gutsbesitzer in Kleinschönau bei Zittau.
Erstmals wurde er 1842 als stellvertretender Abgeordneter des 21. bäuerlichen Wahlbezirks in die II. Kammer des Sächsischen Landtags gewählt. Ab 1848 hatte er das reguläre Mandat des Wahlbezirks inne. Am 26. Mai 1848 legte er eine von ihm maßgeblich initiierte und von 4.000 Wahlberechtigten aus der Oberlausitz unterstützte Petition vor, in der unter anderem die Aufhebung der Oberlausitzer Provinzialverfassung, des sächsischen Zweikammersystems und eine Demokratisierung des Wahlrechts gefordert wurde. Den nach der Wahlrechtsreform von November 1848 gewählten Landtagen 1849 und 1849/50 gehörte er als Vertreter des 1., 2. und 3. Wahlbezirks in der I. Kammer an.
Nachdem das alte Wahlrecht von 1833 wieder restituiert worden war, trat er 1850 wieder sein Mandat in der II. Kammer an, das er bis zu seinem Tod behalten sollte. Bis 1869 vertrat er den 21. bäuerlichen Wahlbezirk, anschließend den 1. ländlichen Wahlbezirk. Gemeinsam mit nur zwei weiteren Abgeordneten (Christian Gottlieb Medicke und Gustav Woldemar Kretzschmar) stimmte er 1850/51 gegen die Legalität der reaktivierten Ständeversammlung. In den 1850er und 1860er Jahren war er als Vertreter der linksliberal-demokratischen Opposition politisch weitgehend isoliert. In dieser Zeit drängte er durchgängig auf die Wiederherstellung des Provisorischen Wahlrechts vom 15. November 1848. Nach der Wahlrechtsreform von 1868 avancierte er zu einem der führenden Repräsentanten der Deutschen Fortschrittspartei im Sächsischen Landtag. Zwischen 1867 und 1871 gehörte er als Abgeordneter dem konstituierenden und regulären Reichstag des Norddeutschen Bundes für den Reichstagswahlkreis Königreich Sachsen 1 an. Er trat für die Eigenständigkeit der Fortschrittspartei gegenüber den übrigen nationalliberalen Bestrebungen ein.
Von 1835 bis 1872 war Riedel durchgängig Gemeindeältester oder Gemeindevorstand von Kleinschönau. 1843 war er Begründer des ersten landwirtschaftlichen Vereins von Zittau und Umgebung. Von 1863 bis 1877 war er Vorsitzender des von ihm mitbegründeten Bezirks-Armenvereins. Weiterhin war ordentliches Mitglied im Verwaltungsrat des Landwirtschaftlichen Kreditvereins sowie Abgeordneter des Oberlausitzer Provinzlandtags. Ferner gehörte er der Zittauer Freimaurerloge Friedrich August zu den drei Zirkeln an.